# 랜던 도너번 MVP상
랜던 도너번 MVP상 (Landon Donovan MVP Award)는 메이저 리그 사커의 시즌별 최우수 선수에게 수여하는 상이다. 1996년부터 2007년까지는 혼다 MLS MVP, 2007년부터 2014년까지는 폭스바겐 MLS MVP라는 이름이었으나 2015년 1월 15일 현재의 이름으로 개명하였다.

## 수상자
| 시즌 | 선수                     | 클럽                  |
| ---- | ------------------------ | --------------------- |
| 1996 | 카를로스 발데라마        | 탬파베이 뮤터니       |
| 1997 | 프레키                   | 캔자스시티 위저즈     |
| 1998 | 마르코 에체베리          | D.C. 유나이티드       |
| 1999 | 제이슨 크라이스          | 댈러스 번             |
| 2000 | 토니 미올라              | 캔자스시티 위저즈     |
| 2001 | 알렉스 피네다 차콘       | 마이애미 퓨전 FC      |
| 2002 | 카를로스 루이스          | 로스앤젤레스 갤럭시   |
| 2003 | 프레키 (2)               | 캔자스시티 위저즈     |
| 2004 | 아마도 게바라            | 메트로스타스          |
| 2005 | 테일러 트웰먼            | 뉴잉글랜드 레벌루션   |
| 2006 | 크리스티안 고메스        | D.C. 유나이티드       |
| 2007 | 루시아누 에밀리우        | D.C. 유나이티드       |
| 2008 | 기예르모 바로스 스켈로토 | 콜럼버스 크루         |
| 2009 | 랜던 도너번              | 로스앤젤레스 갤럭시   |
| 2010 | 다비드 페레이라          | FC 댈러스             |
| 2011 | 드웨인 데 로사리오       | D.C. 유나이티드       |
| 2012 | 크리스 원돌로우스키      | 새너제이 어스퀘이크스 |
| 2013 | 마이크 맥기              | 시카고 파이어         |
| 2014 | 로비 킨                  | LA 갤럭시             |
| 2015 | 세바스티안 조빈코        | 토론토 FC             |
| 2016 | 다비드 비야              | 뉴욕 시티 FC          |
| 2017 | 디에고 발레리            | 포틀랜드 팀버스       |
| 2018 | 조세프 마르티네스        | 애틀랜타 유나이티드   |
| 2019 | 카를로스 벨라            | 로스앤젤레스 FC       |

## 같이 보기
- 랜던 도너번 MVP상
- 지기 슈미트 올해의 감독상
- MLS 골든 부트
- MLS 올해의 골키퍼상
- MLS 올해의 루키상
- MLS 올해의 수비수상
- MLS 베스트 11
- MLS 올해의 득점상
- MLS 올해의 세이브상
- MLS 올해의 재기상
- MLS 올해의 신인상
- MLS 올해의 심판상
- MLS 페어플레이상
- MLS컵 MVP
- MLS 최다득점자